# Madeleine pénitente (Titien, Naples)
Madeleine pénitente est une peinture huile sur toile (128 × 103 cm) réalisée vers 1550 par Titien, et conservée au Musée de Capodimonte à Naples.

## Variantes
L'histoire du tableau est confuse par l'existence de plusieurs copies et variantes. Les Vies des artistes de Vasari mentionne plusieurs copies de la Madeleine pénitente , la plus ancienne d'entre elles, la seule pré-tridentine des quatre, se trouvait dans la guardaroba du duc d'Urbin et arrive à Florence comme partie de la dot de Vittoria della Rovere en 1631.
Une autre version est acquise par un noble vénitien pour 100 ducats, Titien en réalise une troisième variante en 1561 pour répondre à une commande de Philippe II d'Espagne, celle-ci, transmise à une collection britannique, est détruite par un incendie, une copie de Luca Giordano survit dans l'Escurial. Une quatrième réalisée en 1567  est remise au cardinal Alexandre Farnèse le Jeune, qui la transmet au pape Pie V. Un critique du XIXe siècle identifie la version conservée à Naples comme étant l'œuvre de 1567.

## Histoire
Les inventaires de 1644 et 1653 du palais Farnèse de Rome mentionnent la réalisation du tableau  et l'attribuent au Titien. Transféré à Parme, où il est enregistré en 1680 au Palais du Jardin puis au Palazzo della Pilotta, deux résidences Farnèse. Pendant son séjour, il est mentionné dans Descrizione, une description des 100 œuvres les plus prestigieuses de Parme, publiée par Richardson en 1725.
En 1734, avec le reste de la collection Farnèse le tableau est transféré à Naples immédiatement après avoir été hérité par Élisabeth Farnèse, puis par son fils Charles III. Jusqu'en 1765, l'œuvre est enregistrée comme étant située à la Reggia di Capodimonte et en 1767 elle est déplacée dans les salles du Palais royal de Naples avant de retourner à la Reggia en 1783. Lorsqu'en 1799, la République parthénopéenne est déclarée, les troupes françaises pillent la Madeleine comme l'une des quelque 300 peintures d'origine Farnèse de Capodimonte qui abritait alors uniquement des œuvres de cette collection. En 1800 , Ferdinand IV ordonne à l'émissaire Domenico Venuti de récupérer toutes les œuvres ainsi emportées de Naples. Il  retrouve la Madeleine ainsi que le portrait du cardinal Alexandre Farnèse du Titien.
La première a été retrouvée entreposée dans l'église Saint-Louis-des-Français de Rome avec toutes les autres œuvres pillées par la France en Italie, en attente d'être transportées à Paris.
Le tableau est temporairement accroché au palazzo Cellammare de Naples. Lorsque la France fonde le royaume de Naples en 1806, Ferdinand en fuite à Palerme  emporte avec lui La Madeleine du Titien, le portrait du pape Paul III, le pape Paul III et ses petits-fils et Danaé. Lors de la restauration des Bourbons en 1815, la toile revient à Capodimonte.

Autres versions.
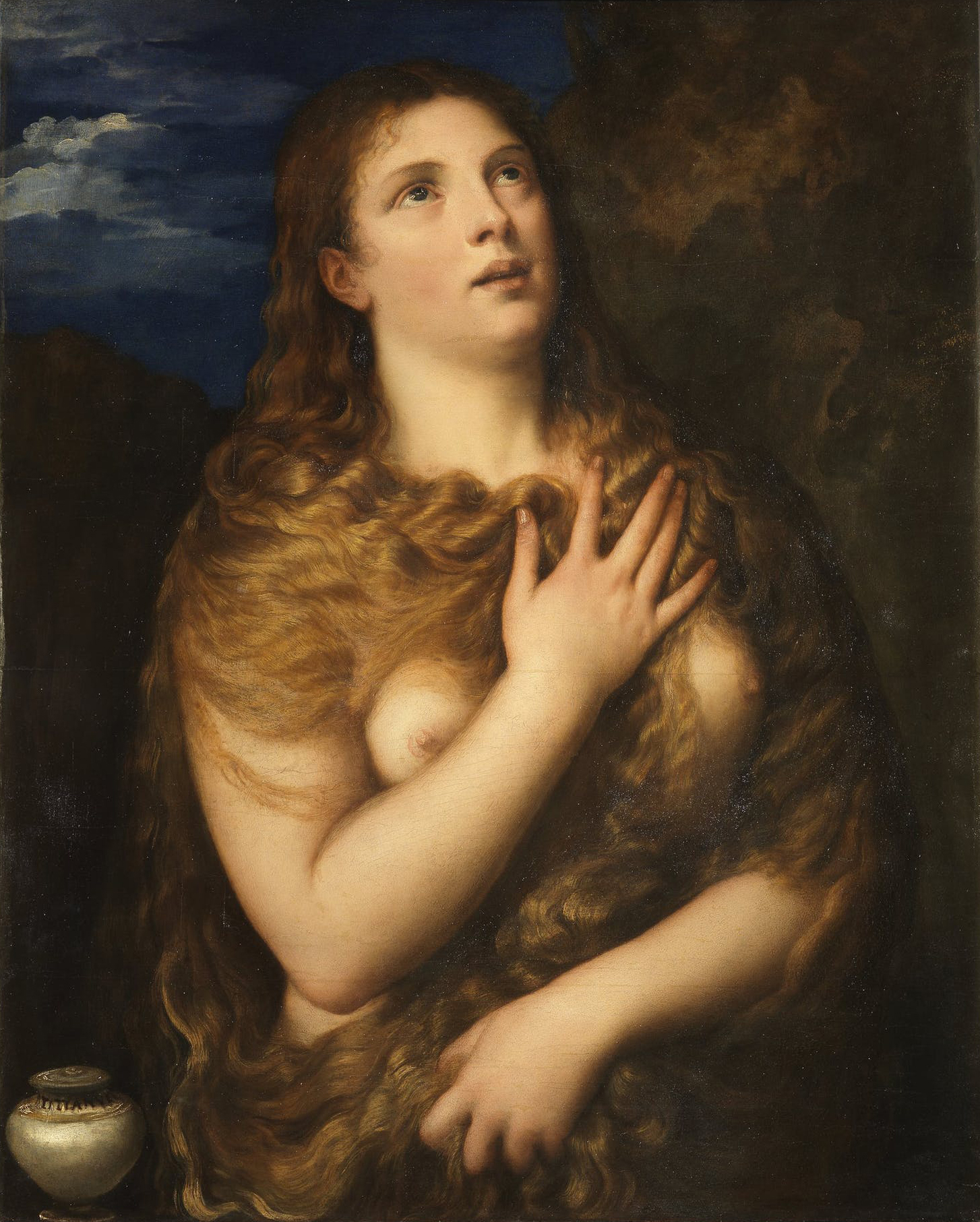
Madeleine pénitente (1533), Galerie Palatine di Palais Pitti, Florence.
Madeleine pénitente (1565) - Musée de l'Ermitage, Saint-Pétersbourg.